# Phyllachora grewiae
Phyllachora grewiae är en svampart som först beskrevs av Károly Kalchbrenner, och fick sitt nu gällande namn av Theiss. & Syd. 1915. Phyllachora grewiae ingår i släktet Phyllachora och familjen Phyllachoraceae.   Inga underarter finns listade i Catalogue of Life.